# Alain Poher
Alain Poher (Ablon-sur-Seine, Val-de-Marne, França, 17 d'abril de 1909 - París, 9 de desembre de 1996) va ser un polític francès membre del Moviment Republicà Popular. Va presidir el Senat de França (1968-1992) i, en aquesta condició, va esser dues vegades President Interí de la República Francesa, el 1969 i el 1974.

## Primers passos en política
En política, va rebre la influència del personalisme d'Emmanuel Mounier. El 1938, va entrar en el Ministeri de Finances. Durant la guerra, entra en contacte amb la Resistència francesa de l'Alliberament-Nord. Després de l'alliberament, roman en el seu ministeri, a pesar d'haver presidit el comitè de depuració. Cap dels serveis socials del ministeri després de l'Alliberament, s'uneix a Robert Schuman de qui passa a ser director de gabinet. Entre 1948 i 1952, és comissari general en els assumptes Alemanys i austríacs; també presidirà l'Autoritat internacional de la Conca del Ruhr.

## Mig segle en el Senat
És triat per al Consell de la República durant la Quarta República Francesa el 1946 i més tard fou reelegit ininterrompudament, durant en el període 1948-1952, fins a 1995 com membre del grup de MRP o d'Unió Centrista. Va ser president del grup de MRP en la cambra alta. Va ser Secretari d'Estat de Pressupostos en els gabinets de Robert Schuman i Henri Queuille del 5 de setembre al 5 de novembre de 1948, més tard Secretari d'Estat de Marina de l'11 de novembre de 1957 al 14 de maig de 1958 en el gabinet de Félix Gaillard. Serà testimoni d'excepció del final de la Quarta República Francesa.

## President interí i candidat al Palau de l'Elisi
Va presidir el Senat del 3 d'octubre de 1968 a l'1 d'octubre de 1992. A més, va ser president de la República Francesa de manera interina en dues ocasions. La primera, del 28 d'abril al 19 de juny de 1969, després de la dimissió de Charles de Gaulle. Va ser candidat a l'elecció presidencial de França (1969) contra Georges Pompidou, qui el va vèncer en la segona volta. Poher va aconseguir 5.268.613 (23,3%) de sufragis en la primera volta i 7.943.118 (41,8%) en la segona. Va rebre el suport de la Dreta política no gaullista i dels socialistes. Els comunistes, que en la primera volta havien presentat a Jacques Duclos decideixen no recomanar cap candidat, en considerar-los ambdós iguals. Ocuparà Poher la presidència interina de la nació una segona vegada del 2 d'abril al 24 de maig de 1974 després de la mort de Georges Pompidou i abans de l'elecció de Valéry Giscard d'Estaing.

## Centrista i europeista
Al llarg de tota la seva vida, Alain Poher va ser un europeista convençut. Va intentar convèncer a Charles de Gaulle perquè renunciés al referèndum sobre la reforma del Senat el 1969. Va aprofitar la seva segona presidència interina per a, recordant el seu mentor Robert Schuman, preparar els instruments de ratificació de la Convenció Europea dels Drets Humans. Aquesta Convenció, que França havia signat el 1950, mai havia estat ratificada pel poder gaullista. Va vigilar la legalitat de totes les operacions electorals de 1974 en la França d'ultramar, que podia ocupar un paper decisiu per a decantar la presidència a favor de Valéry Giscard d'Estaing o de François Mitterrand. Presidí les cerimònies commemoratives del centenari del Senat el 1975. Amb l'accés al poder del Partit Socialista (França) el 1981, rebutjà el 1984 la revisió constitucional sobre llibertats proposada per Laurent Fabius.